# Temple Grandin (film)
Temple Grandin är en amerikansk semibiografisk film regisserad av Mick Jackson från 2010. Claire Danes innehar huvudrollen som Temple Grandin, en högfungerande autistisk kvinna som revolutionerade det humana hanterandet av boskap på rancher och i slakterier i USA.

## Handling
Filmen börjar med att Temple besöker sin moster över sommaren och arbetar på hennes ranch. Temple har alltid fascinerats av djur, eftersom de "tänker som hon", och hon verkar väldigt intresserad av en maskin som "kramar" korna för att lugna dem. En dag, när hon får en panikattack, placerar hon sig själv i maskinen, som omedelbart lugnar ner henne.
När hon började på college var hon först väldigt nervös, när hon flyttade in i sitt rum. Hon fick en till panikattack i sitt rum, men hennes mor gav henne utrymme genom att stänga dörren. Direkt efteråt fick hennes mor en tillbakablick till när Temple var liten och hade omedgörliga vredesutbrott. Innan det diagnosticerades Temple med autism, ett svårt fall av autism där hon verkade otillgänglig, utan ögonkontakt, kunde inte tala, och undvek mänsklig affekt och vidrörning. På den tiden klassificerade vetenskapen autism som en sorts schizofreni, och beskyllde mödrarna som orsaken till störningen och hävdade att de var kalla och frånvarande mot sina autistiska barn; de kallades "refrigerator mothers" (ungefär "kylskåpsmammor"). Den som utfärdade diagnosen föreslog att hon skulle institutionaliseras. Temples mor vägrade lyssna till honom, och hjälpe Temple att anpassa sig till vardagen. Hennes mor anlitade en talpedagog, som arbetade ensamt med Temple och fick henne att lära sig att prata.
Under sina år i college konceptualiserade hon krammaskinen, som formgavs för henne själv då hon ogillade att bli vidrörd av andra. Maskinen kramar båda sidorna av henne för att lugna ner henne, medan hon kontrollerar trycket, och den gör henne lugn när hon blir spänd. Även om maskinen fungerade tvingade skolan Temple att ta bort den, då de hävdade att det var någon sorts sexmaskin. Senare efter att vårlovet slutade kom Temple och hennes moster tillbaka till skolan för att få personerna där att låta henne använda maskinen. Genom rigorösa forskningsstudier kunde Temple senare bevisa att maskinen enbart lugnade ner henne, och som ett resultat, tilläts hon behålla den.
Sen blickar filmen tillbaka till när Temple just hade kommit in på Hampshire Country School. Hon relegerades från sin tidigare högstadium när ett barn retade henne och hon slog honom med en bok. Väl på sitt nya högstadium möter hon en stödjande lärare, Dr. Carloc, som uppmuntrar henne att uppta vetenskapen som en karriär, och till slut börja på college. Temple tar till slut examen från college och blir en arbetare på en ranch. Hon förändrar ranchen, och ändrar ett koslakteri så att det blir mer humant. 
Filmen avslutas med en scen från nationella autismträffen (National Autism Convention) år 1981, där Temple och hennes mor deltar. Temple talar ut från publiken om hur hon övervann sina svårigheter och lyckades akademiskt, och om hur hennes mor hjälpte henne att hantera vardagsvärlden. Människorna blev så fascinerade att de ville att hon skulle tala inför alla på scenen.

## Rollista
- Claire Danes som Temple Grandin
- Catherine O'Hara som moster Anne
- Julia Ormond som Eustacia Grandin, Temples mor
- David Strathairn som Professor Carlock, Temples lärare

## Utmärkelser
Julia Ormond fick år 2010 en Primetime Emmy för sin roll som Eustacia Grandin, Temple Grandins mor. För sina insatser i filmen fick Claire Danes i januari 2011 en Golden Globe-utmärkelse för bästa kvinnliga huvudroll i en miniserie eller TV-film.